# Gammal kvinna tillagar ägg
Gammal kvinna tillagar ägg (spanska: Vieja friendo huevos) är en oljemålning av den spanske barockkonstnären Diego Velázquez. Den målades 1618 och ingår sedan 1955 Scottish National Gallerys samlingar i Edinburgh. 
Detta är ett av Velázquez tidiga verk, han var omkring 19 år gammal och bodde fortfarande i födelsestaden Sevilla. Vid den här tiden målade han ofta vardagliga köks- eller värdshusscener med figurer och inslag av stilleben, så kallade bodegónes. Den äldre kvinnan som steker ägg stod även modell i den samtidigt målade Kristus i Martas och Marias hus. Den caravaggistiska stilen märks på de närmast fotorealistiska detaljerna, den mörka bakgrunden och de starka kontrasterna mellan ljus och skugga, så kallad chiaroscuro. Det är dock okänt om Velázquez redan vid denna tid hade sett några målningar av Caravaggio. 
Man tror att Velázquez målade tavlan som en slags reklamskylt avsedd att demonstrera hans skicklighet, och att han hade den med sig när han for till Madrid 1622 i hopp om att finna en upphöjd mecenat.